# Atletika na Letních olympijských hrách 2016 – 400 metrů muži
Běh na 400 metrů mužů na Letních olympijských hrách 2016 se uskutečnil od 12. do 14. srpna na Olympijském stadionu v Riu de Janeiru. Vítězem se stal v čase 43,03 jihoafrický atlet Wayde van Niekerk, druhy skončil s časem 43,76 Grenaďan Kirani James a na třetím místě se umístil s časem 43,85 LaShawn Merritt z USA. Čas vítěze je stále platným světovým rekoredem.

## Výsledky

### Finále
| Umístění         | Dráha | Name                 | Národnost             | Reakce | Čas   | Poznámka        |
| ---------------- | ----- | -------------------- | --------------------- | ------ | ----- | --------------- |
| Zlatá medaile    | 8     | Wayde van Niekerk    | Jihoafrická republika | 0.181  | 43.03 | Světový rekord  |
| Stříbrná medaile | 6     | Kirani James         | Grenada               | 0.134  | 43.76 | Sezónní maximum |
| Bronzová medaile | 5     | LaShawn Merritt      | USA                   | 0.204  | 43.85 | Sezónní maximum |
| 4                | 3     | Machel Cedenio       | Trinidad a Tobago     | 0.203  | 44.01 | Národní rekord  |
| 5                | 1     | Karabo Sibanda       | Botswana              | 0.164  | 44.25 | Osobní rekord   |
| 6                | 2     | Ali Khamis           | Bahrajn               | 0.148  | 44.36 | Národní rekord  |
| 7                | 4     | Bralon Taplin        | Grenada               | 0.181  | 44.45 |                 |
| 8                | 7     | Matthew Hudson-Smith | Velká Británie        | 0.138  | 44.61 |                 |